# Partido Verde de Bulgaria

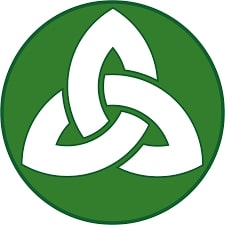
Logotipo del Partido Verde Búlgaro.

El Partido Verde de Bulgaria (en búlgaro: Зелена партия, Zelena Partija) es un partido político de Bulgaria. Forma parte de la Coalición por Bulgaria, una alianza liderada por el Partido Socialista Búlgaro. La coalición obtuvo el 17,1% de los votos y 48 de los 240 escaños de la Asamblea Nacional en los comicios de 2001. En las últimas elecciones legislativas, que tuvieron lugar el 25 de junio de 2005, pasó al 33,98% de apoyo popular y aumentó su bancada parlamentaria a 82 bancas.
Sin embargo, Los Verdes no tienen representantes en la Asamblea Nacional, aunque se encuentran representados en el gobierno búlgaro por el ministro de Justicia y viceprimer ministro, Dimitar Bongalov.